# Frenger & Eder
Frenger & Eder war eine deutsche Orgelbaufirma in Bruckmühl. Im Jahr 2015 trennten sich die Firmengründer und führen seitdem zwei eigene Unternehmen: Orgelbau Frenger und Eder Orgelbau.

## Geschichte
Die Werkstätte wurde 1990 in Feldkirchen von Reinhard Frenger und Roland Eder gegründet und befand sich von 2001 bis 2015 in Bruckmühl.
Es wurden ungefähr 50 Orgeln neu gebaut. Daneben wurden zahlreiche historische Instrumente renoviert und restauriert, vorwiegend im oberbayerischen Raum. Wegen der zahlreichen Neubauten war es eine der bekanntesten oberbayerischen Orgelbauwerkstätten am Anfang des 21. Jahrhunderts.

## Werkliste (Auswahl)
| Jahr | Ort                     | Gebäude                         | Bild | Manuale | Register | Bemerkungen                                                                                             |
| ---- | ----------------------- | ------------------------------- | ---- | ------- | -------- | --- |
| 1992 | Waakirchen              | St. Martin                      |      | I/p     | 6        | → Chororgel                                                                                             |
| 1994 | Bad Feilnbach           | Zum Guten Hirten                |      | II/P    | 7 (8)    | Wechselschleifen                                                                                        |
| 1994 | Ottobrunn               | Michaelskirche                  |      | I       | 5        | |
| 1995 | Pfaffenhofen an der Ilm | Kreuzkirche                     |      | II/P    | 16       | |
| 1998 | Dachau                  | Friedenskirche                  |      | II/P    | 18       | → Orgel                                                                                                 |
| 1998 | Landsham                | St. Stephan                     |      | I/P     | 8        | |
| 1999 | Staudach-Egerndach      | St. Andreas                     |      | II/P    | 14       | |
| 2002 | Götting                 | St. Michael                     |      | II/P    | 14       | Aus dem Kirchenraum ist nur das Rückpositiv zu sehen, Hauptwerk und Pedal befinden sich auf der Empore. |
| 2003 | Bogen                   | St. Florian                     |      | II/P    | 29       | → Orgel                                                                                                 |
| 2005 | Egmating                | St. Johann Baptist und Michael  |      | II/P    | 12       | |
| 2005 | Pörndorf                | Mariä Himmelfahrt               |      | II/P    | 13       | |
| 2005 | Oberneukirchen          | St. Margareta                   |      | II/P    | 13       | |
| 2005 | Denzlingen              | Neuapostolische Kirche          |      | I/P     | 5        | → Orgel                                                                                                 |
| 2006 | Buchbach                | St. Jakobus der Ältere          |      | II/P    | 26       | |
| 2008 | Hebertshausen           | Zum Allerheiligsten Welterlöser |      | II/P    | 26       | |
| 2008 | Ellmosen                | St. Margaretha                  |      | II/P    | 14       | |
| 2011 | Bruckmühl               | Herz-Jesu                       |      | II/P    | 22 (25)  | |
| 2012 | Kolbermoor              | Wiederkunft Christi             |      | II/P    | 23 (28)  | |
| 2012 | Unterföhring            | St. Valentin                    |      | II/P    | 12       | → Orgel                                                                                                 |
| 2014 | Maiselsberg             | St. Maria                       |      | II/P    | 18       | |